# Louis Alphonse Koyagialo
Louis Alphonse Daniel Koyagialo Ngbase te Gerengbo (23 de marzo de 1947 - 14 de diciembre de 2014) fue un político congoleño y Primer Ministro de la República Democrática del Congo. Fue Viceprimerministro con responsabilidades en el Ministerio de Servicios Postales, Telefonía y Telecomunicaciones en el segundo gabinete del Primer Ministro Adolphe Muzito. Después de la renuncia de Muzito, Koyagialo ocupó de manera interina el cargo de Primer Ministro durante del 6 de marzo al 18 de abril de 2012.

## Biografía
Koyagialo era de la misma parte de Provincia de Équateur como el presidente Mobutu Sese Seko. Bajo el mandato de Mobutu, Koyagialo fue Gobernador de la Provincia de Shaba (entonces llamada Provincia de Katanga) de 1986 a 1990.
En abril de 2006 publicó un libro describiendo la masacre de estudiantes en la Universidad de Lubumbashi en 1990. El libro aseguraba que tan solo un estudiante murió en esa tragedia. Ésta es la posición oficial del gobierno. Otras fuentes dan estimaciones variables sobre el número de estudiantes que murieron, y Amnistía Internacional sugiere que la cifra oscila entre 50 y 150.
Koyagialo fue designado como secretario general del cartel político del Presidente Joseph Kabila.
En un cambio menor anunciado el 11 de septiembre de 2011, fue nombrado Viceprimer Ministro y Ministro de Servicios Postales, Telefonía y Telecomunicaciones.
El 14 de octubre de 2011 visitó la sede de la Comisión Electoral Nacional Independiente, INEC, para firmar el Código de Conducta para las próximas elecciones en nombre de Joseph Kabila, que no asistió personalmente.

## Obras
- Massacre de Lubumbashi, Louis Alphonse Koyagialo Ngbase te Gerengbo, 2006, páginas 302